# 2012 en Italie
Chronologie de l'Italie
- 2008
- 2009
- 2010
- 2011
- 2012
- 2013
- 2014
- 2015
- 2016

2010 par pays en Europe
2010 en Europe - 2011 en Europe - 2012 en Europe - 2013 en Europe - 2014 en Europe

## Événements

### Janvier 2012

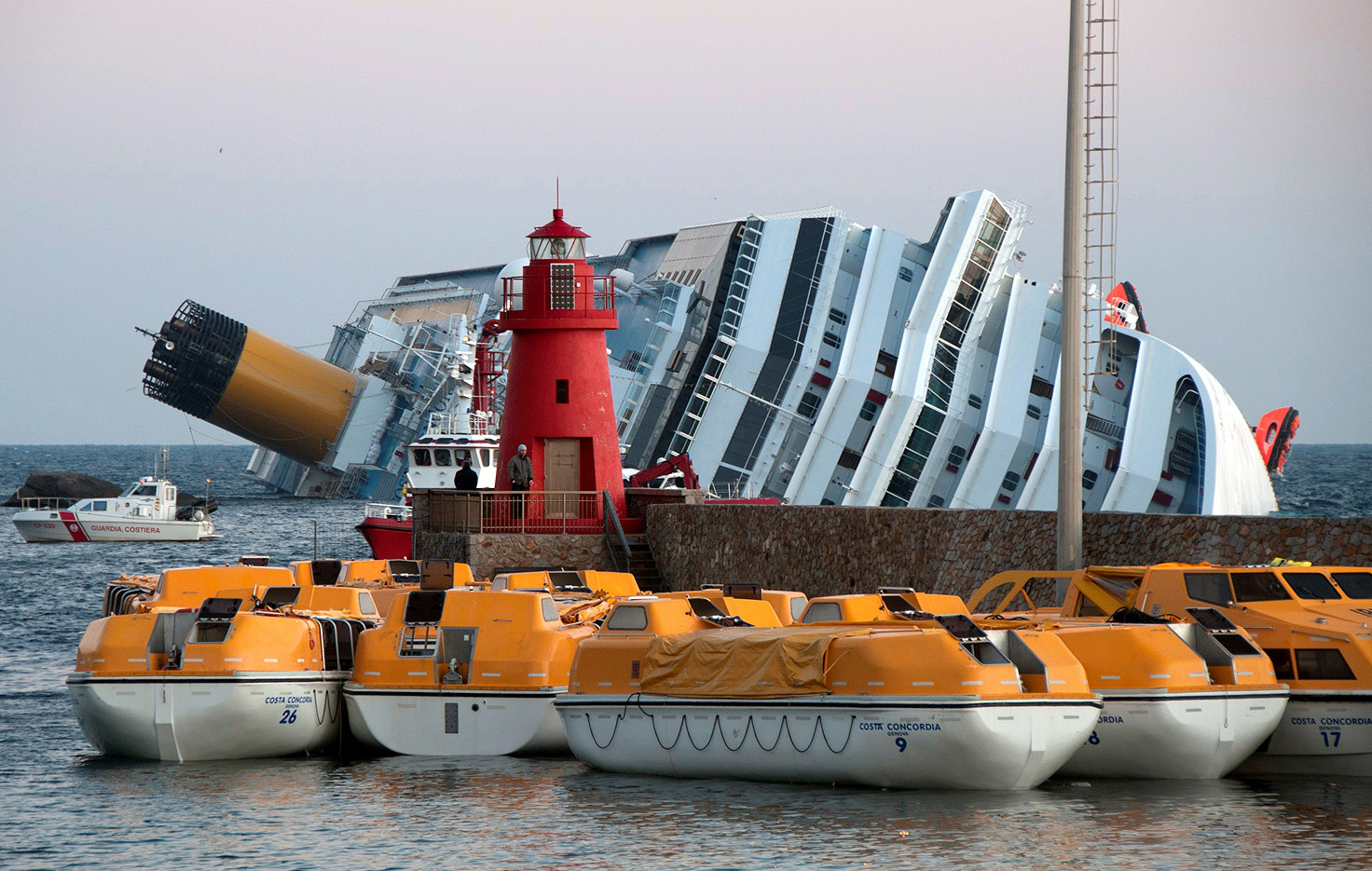
Le Costa Concordia échoué.

- 13 janvier : naufrage du Costa Concordia au large de l'Île du Giglio.
- 29 janvier : mort d'Oscar Luigi Scalfaro, Président de la République italienne de 1992 à 1999

### Février 2012
- 29 février : vague de chaleur anormale (25° à Mondovi)

### Mars 2012
- x

### Avril 2012
- l

### Mai 2012
- 6-7 et 20-21 mai : élections municipales dans 1012 communes.
- 19 mai : un attentat à Brindisi fait un mort et cinq blessés.
- 20 et 29 mai : séismes en Émilie-Romagne.

### Juin 2012
- x

### Juillet 2012
- x

### Août 2012
- x

### Septembre 2012
- x

### Octobre 2012
- 26 octobre: l'ancien président du Conseil Silvio Berlusconi est condamné en première instance à quatre ans (peine aussitôt réduite à un an en application d'une loi d'amnistie) dans le procès pour fraude fiscale sur l'acquisition des droits de télévision du groupe Mediaset.
- 28 octobre : élections régionales en Sicile.

### Novembre 2012
- x

### Décembre 2012
- 21 décembre : démission de Mario Monti, président du Conseil des ministres.

## Culture

### Cinéma

#### Films italiens sortis en 2012
- 2 mars : Posti in piedi in paradiso, film de Carlo Verdone

#### Autres films sortis en Italie en 2012
- x

#### Mostra de Venise
- Lion d'or : Pieta de Kim Ki-duk.
- Lion d'argent du meilleur réalisateur : Paul Thomas Anderson pour The Master
- Grand prix du jury : Paradis : Foi de Ulrich Seidl
- Coupe Volpi de la meilleure interprétation féminine : Hadas Yaron pour Le cœur a ses raisons
- Coupe Volpi de la meilleure interprétation masculine : ex æquo Philip Seymour Hoffman et Joaquin Phoenix pour The Master
- Prix Osella pour la meilleure contribution technique : Daniele Ciprì pour Mon père va me tuer (È stato il figlio)
- Prix Osella pour le meilleur scénario : Olivier Assayas pour Après Mai
- Prix Marcello-Mastroianni du meilleur jeune interprète : Fabrizio Falco pour Mon père va me tuer (È stato il figlio) de Daniele Ciprì ainsi que pour La Belle Endormie (Bella addormentata) de Marco Bellocchio

### Littérature

#### Livres parus en 2012
- x

#### Prix et récompenses
- Prix Strega : Alessandro Piperno pour Inseparabili (Mondadori)
- Prix Bagutta : Gianfranco Calligarich pour Privati abissi (Fazi editore) et Giovanni Mariotti pour Il bene viene dai morti (Edizioni Et Al.)
- Prix Bancarella : Marcello Simoni, Le Marchand de livres maudits
- Prix Campiello : Carmine Abate pour La collina del vento
- Prix Flaiano : 
  - Fiction : Maria Paola Colombo pour Il negativo dell'amore
  - Poésie : ?
- Prix Malaparte : Emmanuel Carrère
- Prix Napoli : Vincenzo Latronico (it), La cospirazione delle colombe, (Bompiani)
- Prix Pozzale Luigi Russo :
  - x ?
  - x ?
  - x ?
- Prix Raymond-Chandler : Don Winslow
- Prix Scerbanenco :  Maurizio De Giovanni pour La Méthode du crocodile (Il metodo del coccodrillo) (Mondadori)
- Prix Stresa : Francesca Melandri pour Plus haut que la mer (Più alto del mare) (Rizzoli)
- Prix Viareggio :
  - Roman, Nicola Gardini, Le pariole perdute di Amelia Lynd (Feltrinelli)
  - Essai, Franco Lo Piparo, I due carceri di Gramsci (Donzelli)
  - Poésie, Antonella Anedda, Salva con nome (Mondadori)

## Décès en 2012
- 19 janvier : Giovanni De Andrea[1], 83 ans, Archevêque catholique italien, vice-président émérite du Bureau du travail du Saint-Siège, délégué apostolique en Angola (en) et en Libye et pro-nonce apostolique en Iran (en), Algérie et Tunisie. (° 22 avril 1928)

#### Articles sur l'année 2012 en Italie
- Référendum abrogatif de 2012 en Italie
- Naufrage du Costa Concordia

#### L'année sportive 2012 en Italie
- Italie aux Jeux olympiques d'été de 2012
- Italie aux Jeux olympiques de la jeunesse d'hiver de 2012
- Championnats du monde juniors de ski alpin 2012
- Championnats d'Europe d'escrime 2012
- Championnat d'Italie de football 2011-2012
- Championnat d'Italie de football 2012-2013
- Coupe d'Italie de football 2011-2012
- Saison 2011-2012 de la Juventus FC
- Saison 2012-2013 de la Juventus FC
- Saison 2011-2012 de l'AS Rome
- Saison 2012-2013 de l'AS Rome
- Championnat d'Italie de rugby à XV 2011-2012
- Championnat d'Italie de rugby à XV 2012-2013
- Grand Prix automobile d'Italie 2012
- Milan-San Remo 2012
- Tour d'Italie 2012
- Masters de Rome 2012
- Tournoi de tennis de Rome (WTA 2012)

#### L'année 2012 dans le reste du monde
- L'année 2012 dans le monde
- 2012 par pays en Afrique
- 2012 par pays en Amérique, 2012 au Canada, 2012 aux États-Unis, 2012 au Nouveau-Brunswick, 2012 au Québec
- 2012 par pays en Asie
- 2012 par pays en Océanie
- 2012 aux Nations unies